# Хуаристи, Хон
Хон Хуаристи Линасеро (исп. Jon Juaristi Linacero; род. 1951, Бильбао) — испанский (баскский) поэт, филолог, педагог, эссеист, переводчик.

## Биография
В 11 лет начал самостоятельно изучать баскский язык, в 13 лет ушел из родительской семьи, жил с родителями отца. В шестнадцать вступил в ЭТА. В университете был близок к троцкистам. Преследуемый полицией, переехал в Севилью, где изучал романскую филологию. Защитил диссертацию в частном университете Деусто (пригород Бильбао). В этот период несколько раз попадал в тюрьму. После 1974 году отошел от активной политической деятельности. В 1980 году вступил в испанскую компартию в момент её сближения с левыми силами Страны Басков, разделял социал-демократические позиции, противостоя идеям и практике вооруженного насилия, принятой террористическим крылом ЭТА. В 1986 году вышел из рядов КПИ, в 1987 году вступил в социалистическую рабочую партию.
Исповедует иудаизм, выступает со статьями об антисемитизме.

## Академическая деятельность
Заведовал кафедрой испанской филологии Университета Страны Басков, преподавал в университете Валенсии, Нью-Йоркском университете, в Мехико и других университетах. Был директором Национальной библиотеки Испании (2001—2004), возглавлял Институт Сервантеса, с 2005 руководил кафедрой испанской литературы в Университете Алькала-де-Энарес. С 2009 года — генеральный директор Совета по высшему образованию и науке автономного сообщества Мадрид.

## Литературное творчество
Как поэт сложился под влиянием творчества писавших на испанском языке уроженцев Страны Басков Мигеля де Унамуно и Бласа де Отеро, выдающегося баскского поэта Габриэля Арести, а также поэзии У. Х. Одена. Поэзия Хуаристи отличается богатыми интертекстуальными связями, иронией, тягой к разговорной речи и повседневному обиходу. Стихи он пишет на испанском языке, эссе, в основном по проблемам баскского национального самоопределения и культурных традиций Страны Басков, — на баскском и испанском. Ему принадлежат переложения баскского фольклора, ряд автобиографических сочинений, переводов с испанского на баскский и с баскского на испанский.

## Произведения

### Стихи
- Diario de un poeta recién cansado (1986; заглавие — ироническая отсылка к известному сборнику стихов Х. Р. Хименеса Diario de un poeta recién casado)
- Suma de varia intención (1987)
- Arte de marear (1988)
- Los paisajes domésticos (1992)
- Mediodía (1993)
- Tiempo desapacible (1996)
- Poesía reunida (1986—1999) (2001, собрание стихотворений)
- Prosas en verso (2002)
- Viento sobre las lóbregas colinas (2008)

### Эссе и другие сочинения
- Euskararen Ideologiak (1976)
- El linaje de Aitor. La invención de la tradición vasca (1984)
- Literatura vasca (1987)
- Arte en el País Vasco (1987, в соавторстве)
- Vicente de Arana (1990)
- Vestigios de Babel. Para una arqueología de los nacionalismos españoles (1992)
- Auto de Terminación: raza, nación y violencia en el País Vasco (1994, в соавторстве)
- La Europa (cultural) de los pueblos: voz y forma (1994, в соавторстве)
- El chimbo expiatorio (la invención de la tradición bilbaína, 1876—1939) (1994)
- El bucle melancólico. Historias de nacionalistas vascos (1997)
- Sacra nemesis. Nuevas historias de nacionalistas vascos (1999)
- Sermo humilis: poesía y poética (1999)
- El bosque originario (2000)
- La tribu atribulada. El Nacionalismo Vasco explicado a mi padre (2002)
- El reino del ocaso (2004)
- Cambio de destino (2006, автобиография)
- La caza salvaje (2007, роман)

## Публикации на русском языке
- Современная испанская поэзия. СПб: Фонд «Сервантес», 1998

## Признание
Лауреат Национальной премии по литературе, Национальной премии за эссеистику (обе — 1998), премии Фастенрат (2000) и других наград. Орден За заслуги перед испанской конституцией, Орден Альфонсо Мудрого.